# La storia di John DeLorean
La storia di John DeLorean (Framing John DeLorean) è un documentario diretto da Don Argott e Sheena M. Joyce.
La pellicola, che unisce materiale d'archivio a riprese tradizionali, narra la vicenda di John DeLorean, interpretato da Alec Baldwin, dalla sua ascesa alla General Motors fino alle accuse di traffico di droga.

## Promozione
Il primo trailer del film viene diffuso il 6 marzo 2019.

## Distribuzione
Il film è stato presentato al Tribeca Film Festival e successivamente distribuito nelle sale cinematografiche statunitensi a on demand a partire dal 7 giugno 2019.